# Meikyū Shinwa
Meikyū Shinwa (迷宮神話 en japonais), littéralement « Le Mythe du labyrinthe », connu également sous le nom d'Eggerland Mystery 2, est un jeu vidéo de réflexion sorti en 1986 sur MSX au Japon. Développé et édité par HAL Laboratory, le jeu a été conçu par I. Okuyama. Ce jeu est la suite de Eggerland Mystery.